# Greve geral de 1892 em Nova Orleans
A greve geral de 1892 em Nova Orleans foi uma greve geral na cidade estadunidense de Nova Orleans, no estado de Louisiana, que começou em 8 de novembro de 1892. Apesar da segregação racial, trabalhadores negros e brancos permaneceram unidos em greve. A greve geral terminou em 12 de novembro, com os sindicatos ganhando a maior parte de suas demandas.

## A greve

### A Tríplice Aliança
No início de 1892, os condutores de bonde receberam uma jornada de trabalho menor e o closed shop (ou "portas fechadas") – uma forma de acordo em que os patrões concordam em contratar apenas membros de sindicatos, que devem permanecer empregados ao sindicato a fim de manter seu emprego. Esta vitória levou muitos trabalhadores de Nova Orleans a buscarem a assistência da Federação Americana do Trabalho (American Federation of Labor – AFL). Pelo menos 30 sindicatos novos haviam se organizado na cidade antes do verão de 1892. Até o final do verão, 49 sindicatos pertenciam à AFL. Os sindicatos estabeleceram um conselho central conhecido como Conselho Amalgamado dos Trabalhadores, que representava mais de 20 mil trabalhadores. Três sindicatos racialmente integrados – Teamsters, Scalesmen e Packers – formariam o que ficou conhecido como a "Tríplice Aliança". Muitos dos trabalhadores pertencentes aos sindicatos da Tríplice Aliança eram afro-americanos.
Em 24 de outubro de 1892, entre 2 mil e 3 mil membros da Tríplice Aliança começaram a lutar para ganhar um dia de trabalho de 10 horas, o pagamento de horas extras, e o closed shop. O Conselho Amalgamado decidiu apoiá-los. A junta comercial de Nova Orleans, que representa os interesses financeiros e comerciais dos empresários da cidade, nomeou uma comissão para tomar decisões para os empregadores. As quatro principais ferrovias que cobriam a cidade e as bolsas de mercadorias como algodão, açúcar e arroz prometeram apoio à Junta Comercial. Eles ajudaram a criar um fundo de defesa contra a greve e pediram ao governador do Estado que enviasse a milícia para ajudar a furar o bloqueio da greve. Nenhuma negociação ocorreu durante a primeira semana.
Os empregadores utilizaram argumentos raciais para tentar dividir os trabalhadores e tornar a opinião pública contra os grevistas. A junta comercial anunciou que iria assinar contratos de acordo com os termos da greve, mas apenas com os sindicatos Scalesmen e Packers, cuja maioria dos trabalhadores era branca. A junta comercial se recusou a assinar qualquer contrato com o sindicato Teamsters, cuja maioria dos trabalhadores era negra. A junta comercial e os jornais da cidade também iniciaram uma campanha destinada a criar histeria pública. Os jornais publicaram relatos escabrosos de "multidões brutais de grevistas pretos" enlouquecidas pelas ruas, de sindicalistas afro-americanos "batendo em todos que tentassem interferir", e repetidos relatos de uma multidão de negros atacando solitários homens e mulheres brancos.
Os trabalhadores grevistas se recusaram a furar a greve por questões raciais. A grande maioria dos trabalhadores dos sindicatos Scalesmen e Packers aprovaram resoluções afirmando seu compromisso de não trabalhar enquanto os empregadores não assinassem um contrato com o Teamsters, nas mesmas condições oferecidas aos outros sindicatos.

## A greve geral
Membros de outros sindicatos começaram a fazer campanha para que fosse realizada uma greve geral em apoio à Tríplice Aliança. Uma série de reuniões foram realizadas, durante as quais a maioria dos sindicatos que pertenciam ao Conselho Amalgamado votaram a favor de uma resolução convocando a greve geral. Uma comissão – conhecida como Comitê dos Cinco – foi formada para liderar a greve. A comissão era formada por cinco sindicatos: Cotton Screwmen's Union, Cotton Yardmen's Union, Printers, Boiler Makers e Car Driver's Union.
A pressão sindical aumentou e um apelo para uma greve geral surgiu. Sob ameaça, alguns empregadores que não faziam parte da disputa original começaram a pressionar a junta comercial para que fizesse negociações. A tentativa de acordo entrou em colapso e o Conselho Amalgamado novamente convocou os trabalhadores a participarem da greve geral, que começou em 8 de novembro, após dois adiamentos. Cada um dos 46 sindicatos que aderiram à greve exigiu o closed shop e seu reconhecimento enquanto entidade representativa dos trabalhadores. Alguns também exigiram dias de trabalho mais curtos ou salários mais elevados.
Cerca de 25.000 membros de sindicatos – metade da força de trabalho da cidade e virtualmente todos seus trabalhadores sindicalizados – pararam. Os bondes pararam de circular. Trabalhadores de serviços públicos, recentemente organizados, foram contra as exigências do governador e do parecer da Comissão de Trabalho e aderiram à greve. O abastecimento de gás natural da cidade falhou em 8 de novembro, assim como a rede elétrica; a cidade estava mergulhada na escuridão. A entrega de alimentos e bebidas imediatamente cessou, gerando pânico entre os moradores da cidade. Os serviços de construção, impressão, limpeza das ruas, indústria e até mesmo de combate a incêndios ficaram parados. A greve refletiu no declínio do nível de compensações bancárias, que caiu pela metade em comparação ao período pré-greve.
Em 9 de novembro, a imprensa intensificou seus apelos ao ódio racial. O jornal New Orleans Times-Democrat declarou, em editorial, que os grevistas afro-americanos queriam "tomar a cidade" – uma referência velada aos supostos abusos sexuais de mulheres brancas por negros – e que mulheres e crianças brancas já estavam sendo assediados por grevistas negros. Mas o apelo da imprensa ao ódio racial falhou. Incidentes violentos nunca ocorreram, e os piquetes foram tão tranquilos que a junta comercial enviou seus homens às ruas para tentar encontrar provas de qualquer intimidação física.
Os empregadores, com a ajuda das empresas de estrada de ferro, trouxeram trabalhadores fura-greve de Galveston e Memphis. Mas quando uma convocação do prefeito para substitutos resultou na aparição de apenas 59 voluntários, os empregadores começaram a treinar seus próprios gerentes e gestores para o trabalho, oferecendo-se para pagar os custos do deslocamento da milícia do estado. O prefeito emitiu uma proclamação proibindo reuniões públicas, virtualmente declarando lei marcial. Embora a cidade estivesse quieta, a junta comercial convenceu o governador Murphy J. Foster, a enviar a milícia em 10 de novembro. Ao invés de uma cidade sitiada, os líderes das milícias encontraram uma cidade calma e ordeira. Foster foi forçado a retirar a milícia em 11 de novembro.

### O acordo
A junta comercial concordou em fazer uma arbitragem para resolver a greve. Embora tenha se recusado de início, os empregadores concordaram em se sentar com líderes sindicais negros. Após 48 horas de negociações, os empregadores concordaram com o dia de trabalho de 10 horas e o pagamento das horas extras, mas não concordaram com o closed shop e tampouco garantiram reconhecimento aos sindicatos da Tríplice Aliança. Os outros sindicatos também conquistaram horários reduzidos e salários mais elevados para seus trabalhadores.

## Consequências
A junta comercial ficou profundamente irritada com a humilhação que sofreu durante a greve geral. Em 13 de novembro de 1892, a junta comercial induziu um procurador federal a abrir um processo no tribunal federal contra os 44 sindicatos que pertenciam ao Conselho Amalgamado. O governo federal acusou os sindicatos de violarem a Lei Sherman Antitruste por se envolverem numa conspiração para impedir o comércio e 45 líderes sindicais foram indiciados em um tribunal federal por violarem a lei. Um tribunal distrital concedeu uma medida cautelar contra os sindicatos. A AFL recorreu. A liminar foi suspensa e o caso foi adiado por vários anos. O governo federal silenciosamente desistiu do caso vários anos depois.
A principal consequência da greve geral de 1892 foi ter ajudado a fortalecer o movimento sindical em Nova Orleans. A maioria dos sindicatos já existentes ganhou um número substancial de membros durante a greve. Além disso, três novos sindicatos foram formados durante a greve geral, se filiando ao Conselho Amalgamado.

## Análises posteriores
Na época, a greve geral de 1892 foi considerada um sucesso, demonstrando que trabalhadores negros e brancos poderiam manter a solidariedade na região conhecida como Sul Profundo (Deep South). Os grevistas tinham evitado a violência, ganharam a maioria de suas demandas, evitaram a repressão militar e conseguiram superar o ódio racial. Samuel Gompers declarou:
| “ | Para mim, o movimento em Nova Orleans foi um raio muito brilhante de esperança para o futuro do trabalho organizado (...) Nunca na história do mundo houve tal exibição (...) De uma só vez a barreira econômica da cor foi quebrada. | ” |

No entanto, análises posteriores declararam a greve um fracasso, afirmando que os sindicatos haviam "vendido" os trabalhadores porque eles não conseguiram conquistar o closed shop. Apenas um mês após a greve, o New York Times escreveu um editorial com o seguinte título: "Derrota dos trabalhadores em Nova Orleans; A vitória dos empregadores está completa". Muitas histórias escritas nos 40 anos posteriores sugeriram que a greve teria sido de um fracasso tão grande que levou a AFL a rejeitar greves gerais por completo e permanecido intensamente hostil até mesmo a greves menores.
Mais recentemente, no entanto, os historiadores têm reavaliado sucesso da greve. Um historiador declarou: "o fracasso dos grevistas para ganhar o closed shop não diminuiu a importância da luta". O sucesso dos trabalhadores para superar as divisões raciais em uma das principais cidades do Sul Profundo é notável – e não seria alcançado por completo novamente até a década de 1960 –, assim como a unificação de trabalhadores qualificados e não-qualificados.